# Pécharic-et-le-Py
 Pécharic-et-le-Py  es una población y comuna francesa, en la región de Languedoc-Rosellón, departamento de Aude, en el distrito de Carcasona y cantón de Belpech.

## Demografía
| 56 | 32 | 23 | 21 | 30 | 31 |
| Para los censos de 1962 a 1999 la población legal corresponde a la población sin duplicidades (Fuente: INSEE [Consultar]) |    |    |    |    |    |